# Giuseppe Santomaso
Giuseppe Santomaso (Venezia, 26 settembre 1907 – Venezia, 23 maggio 1990) è stato un pittore italiano.

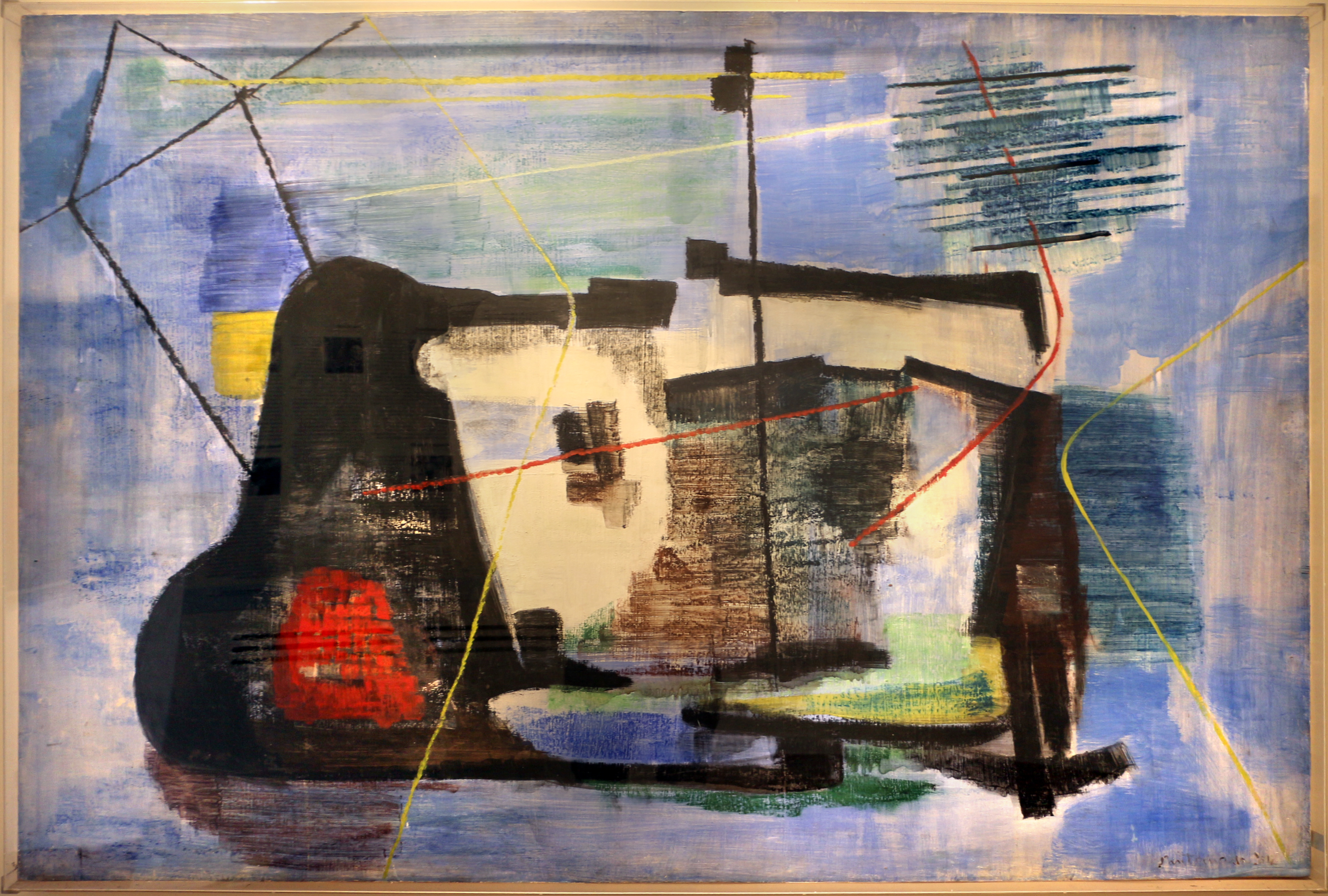
Il muro del pescatore, bozzetto per mosaico (1954), Collezione Mosaici Moderni della Pinacoteca di Ravenna

Con Emilio Vedova è stato il rappresentante dell’Astrattismo sia Lirico che Espressionista.

## Biografia

### Gli anni della formazione
Nato a Venezia da un orafo che pensa d'avviarlo al suo stesso mestiere, Santomaso invece rivela subito una predisposizione alla pittura, per cui inizia la sua formazione prima alla Fondazione Bevilacqua La Masa, poi all'Accademia di Belle Arti di Venezia, diventando amico dello scultore Alberto Viani. Il suo stile è naturalistico e figurativo, come in molti giovani artisti: alla XIX edizione della Biennale di Venezia del 1934 partecipa con l'opera Figura e l'anno successivo partecipa anche alla mostra dei quarant'anni della Biennale di Venezia.
L'ambiente veneziano, che pure rimarrà come impronta indelebile nella poetica dell'artista, si rivela però troppo angusto e provinciale: comincia il confronto con l'arte dell'avanguardia prima attraverso la rivista Verve, che in seguito lo porta (nel 1937) nei Paesi Bassi per lo studio diretto degli impressionisti e dei fauves. Un secondo elemento cromatico si unisce alla tradizione veneta del colore: l'impressione che gli desta l'uso del colore in Van Gogh è tale che traccia di quell'esasperato cromatismo si troverà fin nelle ultime opere dell'artista.
A Parigi visita le grandi mostre internazionali: di fronte alle opere di Matisse, Braque, Pierre Bonnard e Picasso esposte nella capitale artistica della Francia rimane allo stesso tempo ammirato ed irritato. La sua prima mostra personale avviene proprio a Parigi nel 1939 (Galerie Rive Gauche).

### Il cubismo e la secessione
I primi anni quaranta sono il periodo delle nature morte (Natura morta con bucranio, 1941; La brocca di peltro, 1943). Espone alla Quadriennale di Roma nel 1943 e nel 1945 illustra il libro di Paul Éluard Grand Air, primo importante lavoro grafico che avrà successivamente una notevole significanza nell'attività dell'artista.
Nel 1946 aderisce, anzi è fra i maitres-à-penser del gruppo di artisti antifascisti Nuova secessione artistica italiana, che diventerà in seguito Fronte nuovo delle arti: la prima mostra del gruppo alla Galleria della Spiga di Milano di Alberto della Ragione lo vedrà tra i protagonisti.
Caratteristica del gruppo era l'assenza di un comune denominatore: accanto alle istanze più propriamente sociali, proprie di Guttuso e Pizzinato, altri preferirono esplorare diversi e nuovi campi. Così, Santomaso tenderà sempre più a una pittura di raffigurazione di astratte emozioni e tensioni.
Nel 1948 espone a Stoccolma 1948 insieme ad Afro e Birolli. Infuria in quegli anni la polemica fra astrattismo e figurativismo e Santomaso interviene affermando che «l'immagine creata dall'artista non dipende dalle apparenze fenomeniche della realtà.» Alla Biennale di Venezia di quello stesso anno, quella degli impressionisti e delle personali di Picasso, Klee e Kokoschka, gli artisti del Fronte, pur suscitando profondo interesse sono già irrimediabilmente divisi.

### Il Gruppo degli Otto
Tra il 1949 e il 1950 l'imprenditore Giuseppe Verzocchi contatta i più importanti pittori italiani per la sua raccolta di opere sul tema del lavoro: fra questi c'è anche Santomaso, che per, in base al tema, realizza Piccola vetreria (1949-1950), quadro che, insieme all'Autoritratto, è oggi conservato nella Collezione Verzocchi, presso la Pinacoteca Civica di Forlì.
Partecipa da allora in modo quasi continuativo alla Biennale di Venezia (nel 1950, 1952, 1954, 1956, 1962, 1964, 1972, 1986 e 1988). Alla XXVI Biennale del 1952, partecipa all'esperienza del Gruppo degli Otto (con Afro, Birolli, Corpora, Moreni, Morlotti, Turcato, Vedova) gli astratto-concreti, come li definì Lionello Venturi: pittori impegnati a trasformare dall'interno la tradizione della pittura figurativa, evidenziando la necessità dell'astrazione, intesa come processo senza limiti prefissati. Ricordo verde e L'ora delle cicale sono le sue opere di questa stagione.
In questi anni supera le derivazioni cubiste (come nella serie delle Finestre) per approdare ad un surrealismo alla Miró (Piccolo cantiere, del 1952), oppure a un astrattismo nervoso, a cui non sono estranee anche influenze grafiche (Il muro del pescatore, 1954): in quegli anni infatti intensifica anche la produzione grafica.
Nel 1954 gli viene assegnato il Primo Premio per la Pittura Italiana, nel 1956 il Premio Graziano dalla Galleria del Naviglio di Milano e il Premio Marzotto alla Mostra internazionale di pittura contemporanea di Valdagno nel 1958. Dal 1957 è docente di pittura all'Accademia di Belle Arti di Venezia, incarico che manterrà fino al 1975. Del 1957, inoltre, è la sua prima mostra negli Stati Uniti alla Grace Borgenicht Gallery: durante il soggiorno americano incontra gli esponenti dell'Espressionismo astratto e quest'incontro è determinante nello sviluppo delle sue tematiche artistiche.
Nella seconda metà degli anni Cinquanta si affranca completamente dal contenuto e dalla forma, il colore tende ormai alla pura luce, e la struttura stessa del quadro (Dalla parte della Meridiana, 1956, Neri e rossi del canale, 1958) giunge ormai alle soglie dell'informale, ormai diffuso in Europa e negli Stati Uniti. Tuttavia, a differenza di quasi tutto l'astrattismo informale, non risponde a connotazioni drammatiche, ma è sempre tesa alla ricerca inesausta di armonia ed equilibrio (Rosso veneziano, 1959) che caratterizza tutto il suo lavoro.
Nel 1959 realizza un affresco di 4 × 10 m nell'ufficio del direttore di quello che era il Palazzo delle Poste di Venezia, al secondo piano del Fondaco dei Tedeschi, raffigurante il territorio italiano solcato dai fili tesi delle telecomunicazioni.

### Architetture luminose
È del 1960 la personale allo Stedelijk Museum di Amsterdam e del 1961 la partecipazione alla Biennale di San Paolo.
Nel 1963 una sua opera viene esposta alla mostra "Contemporary Italian Paintings", allestita in alcune città australiane.
Una sua retrospettiva nel 1965-66 viene presentata al Kunstverein di Amburgo e poi alla Haus am Lützowplatz di Berlino e al Museum am Ostwall di Dortmund. Nel 1971 viene pubblicato il libro di poesie On Angle di Ezra Pound, con sue illustrazioni. La ricerca della luce si accentua sempre di più, le opere sono ormai architetture luminose, i pur sottili legami con l'informale sono ormai superati.
Il ciclo delle Lettere a Palladio (1977), esposto alla Fondazione Miró di Barcellona nel 1979, è opera di architettonica chiarezza e nitore.
Nel 1981 espone: al West End Galerie di Francoforte, alla Schlosshofgalerie di Kißlegg, alla Fritz-Winter Haus di Ahlen e al Fort Lauderdale in Florida. La Borgenicht Gallery di New York organizza un'antologica dell'artista nella primavera del 1983. Le ultime opere (Rosso gotico, 1983, Blue Simphony, 1989) confermano il posto di rilievo che l'artista occupa nel panorama della pittura contemporanea italiana. Subito dopo la morte, avvenuta nel 1990, un'importante retrospettiva è stata organizzata dalla Pinacoteca Rusca di Locarno. Nel 1991 la Collezione Guggenheim ha reso omaggio all'artista esponendo il ciclo delle sette Lettere a Palladio.

## Opere

### Dipinti
- Figura, 1934
- Bosco, 1938
- Ritmi rurali 1954
- Natura morta con bucranio, 1941
- La brocca di peltro, 1943
- Il battello, 1947
- La graticola, 1948
- Finestre, 1948
- Piccola vetreria, 1949-1950
- Piccolo cantiere, 1952
- L'ora delle cicale, 1953
- Ricordo verde, 1953
- Il muro del pescatore, 1954
- Tramonto della città industriale, 1955
- Dalla parte della Meridiana, 1956
- Rossi e gialli della mietitura, 1957
- Neri e rossi del canale, 1958
- Rosso veneziano, 1959
- Canto andaluso, 1960
- Fermento, 1963
- Suite friulana n. 2, 1963
- Omaggio al crocifisso di Cimabue, 1967
- L'arco gotico, 1974
- Impedimento nero, 1975
- Lettere a Palladio, 1977
- Rosso gotico, 1983
- Oltre il concetto, 1988
- Blue Simphony, 1989

### Grafica
- Illustrazioni per Grand Air di Paul Éluard, 1945
- Illustrazioni per On Angle di Ezra Pound, 1971
- Illustrazioni per Rime di Veronica Franco, 1975

## Giuseppe Santomaso nei musei
- Museo arte Gallarate, noto anche come "MAGA", Gallarate, provincia di Varese
- Gallerie d'Italia, Piazza alla Scala, Milano
- Galleria d'arte moderna e contemporanea di Bergamo
- Museo Novecento di Firenze

## Riconoscimenti
1983: Premio Feltrinelli ex aequo per la Pittura, assegnato dall'Accademia dei Lincei.